# 田村賢作
田村 賢作（たむら けんさく、1904年7月5日 - 1989年1月11日）は、日本の政治家。参議院議員（1期）。

## 経歴
栃木県下都賀郡国分寺町（現下野市）出身。栃木師範学校を卒業。小学校教員を経て、国民学校校長や県視学官などを歴任。1951年（昭和26年）から栃木県議会議員を4期務める。この間、1959年（昭和34年）5月から1960年（昭和35年）9月まで県議会副議長を、1964年（昭和39年）2月から1965年（昭和40年）3月まで県議会議長を務めた。1965年の第7回参議院議員通常選挙で栃木県選挙区から立候補して当選。参議院議員は1期務め、第2次佐藤第1次改造内閣では行政管理政務次官を務めている。1974年（昭和49年）秋の叙勲で勲三等旭日中綬章受章。1989年1月11日死去、84歳。死没日をもって正五位に叙される。